# سیارک ۱۲۱۱۸
سیارک ۱۲۱۱۸ (به انگلیسی: 12118 Mirotsin، نامگذاری:1999NC9) دوازده هزار و صد و هجدهمین سیارک کشف شده‌است که در ۱۳ ژوئیه ۱۹۹۹ کشف شد.
قدر مطلق سیارک برابر ۱۵.۵ است.